# ユーリー・ビロノグ
ユーリー・ビロノグ (ウクライナ語: Юрій Білоног、1974年3月9日 - )は、ウクライナの陸上競技選手である。2004年アテネオリンピック男子砲丸投の金メダルを獲得したが、ドーピング違反により剥奪された。

## 主な実績
| 年   | 大会                               | 場所                       | 種目   | 結果 | 記録  |
| ---- | ---------------------------------- | -------------------------- | ------ | ---- | ----- |
| 1992 | 世界ジュニア選手権                 | ソウル（韓国）             | 砲丸投 | 金   | 18m46 |
| 1997 | 世界室内選手権                     | パリ（フランス）           | 砲丸投 | 金   | 21m02 |
| 1998 | IAAFグランプリファイナル           | モスクワ（ロシア）         | 砲丸投 | 2位  | 20m62 |
| 1999 | 世界室内選手権                     | 前橋（日本）               | 砲丸投 | 銅   | 20m89 |
| 2000 | オリンピック                       | シドニー（オーストラリア） | 砲丸投 | 5位  | 20m84 |
| 2002 | ヨーロッパ選手権                   | ミュンヘン（ドイツ）       | 砲丸投 | 金   | 21m37 |
| 2002 | IAAFグランプリファイナル           | パリ（フランス）           | 砲丸投 | 銀   | 20m74 |
| 2003 | 世界室内選手権                     | バーミンガム（イギリス）   | 砲丸投 | 銅   | 21m13 |
| 2003 | 世界陸上                           | パリ（フランス）           | 砲丸投 | 銅   | 21m10 |
| 2003 | IAAFワールドアスレチックファイナル | モンテカルロ（モナコ）     | 砲丸投 | 2位  | 20m53 |
| 2004 | オリンピック                       | アテネ（ギリシャ）         | 砲丸投 | -    | DQ    |

## 自己ベスト
- 砲丸投 - 21m81 (2003年)
- 円盤投 - 65m53 (2003年)